# 북위 43도

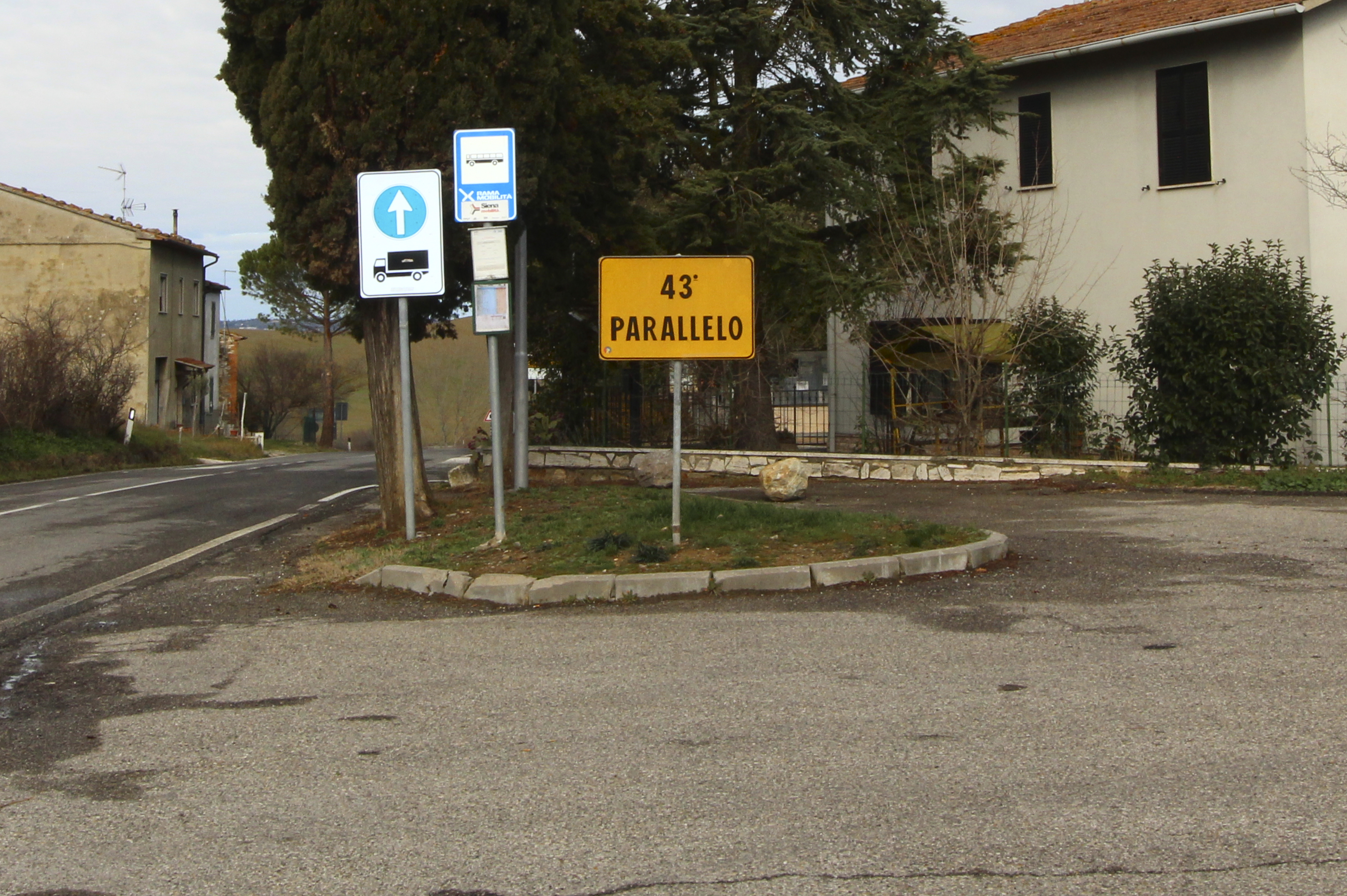

북위 43도는 적도에서 43도 북쪽을 지나는 위선이다. 유럽, 지중해, 아시아, 태평양, 북아메리카, 대서양을 지난다.
본초 자오선에서 동쪽 방향으로, 북위 43도선은 다음 지역을 지난다.
| 좌표                                                    | 나라, 지역, 해역       | 주석 |
| ------------------------------------------------------- | ---------------------- | --- |
| 북위 43° 0′ 동경 0° 0′  / 북위 43.000° 동경 0.000°      | 프랑스                 | |
| 북위 43° 0′ 동경 3° 2′  / 북위 43.000° 동경 3.033°      | 지중해                 | 리옹만                                                                                                  |
| 북위 43° 0′ 동경 6° 10′  / 북위 43.000° 동경 6.167°     | 프랑스                 | 예르 제도                                                                                               |
| 북위 43° 0′ 동경 6° 14′  / 북위 43.000° 동경 6.233°     | 지중해                 | |
| 북위 43° 0′ 동경 9° 20′  / 북위 43.000° 동경 9.333°     | 프랑스                 | 코르시카                                                                                                |
| 북위 43° 0′ 동경 9° 27′  / 북위 43.000° 동경 9.450°     | 지중해                 | 이탈리아의 카프라이아섬 남쪽을 지난다.                                                                  |
| 북위 43° 0′ 동경 10° 30′  / 북위 43.000° 동경 10.500°   | 이탈리아               | |
| 북위 43° 0′ 동경 13° 52′  / 북위 43.000° 동경 13.867°   | 아드리아해             | 크로아티아의 비스섬 남쪽을 바로 지난다. 크로아티아의 코르출라섬 바로 북쪽을 지난다.                     |
| 북위 43° 0′ 동경 17° 2′  / 북위 43.000° 동경 17.033°    | 크로아티아             | |
| 북위 43° 0′ 동경 17° 40′  / 북위 43.000° 동경 17.667°   | 보스니아 헤르체고비나  | |
| 북위 43° 0′ 동경 18° 28′  / 북위 43.000° 동경 18.467°   | 몬테네그로             | |
| 북위 43° 0′ 동경 20° 6′  / 북위 43.000° 동경 20.100°    | 세르비아               | |
| 북위 43° 0′ 동경 20° 34′  / 북위 43.000° 동경 20.567°   | 코소보                 | 세르비아는 영토의 일부라 주장한다.                                                                      |
| 북위 43° 0′ 동경 21° 14′  / 북위 43.000° 동경 21.233°   | 세르비아               | |
| 북위 43° 0′ 동경 22° 49′  / 북위 43.000° 동경 22.817°   | 불가리아               | |
| 북위 43° 0′ 동경 27° 54′  / 북위 43.000° 동경 27.900°   | 흑해                   | |
| 북위 43° 0′ 동경 40° 56′  / 북위 43.000° 동경 40.933°   | 압하스                 | 조지아는 영토의 일부라 주장한다.                                                                        |
| 북위 43° 0′ 동경 41° 54′  / 북위 43.000° 동경 41.900°   | 조지아                 | |
| 북위 43° 0′ 동경 43° 5′  / 북위 43.000° 동경 43.083°    | 러시아                 | |
| 북위 43° 0′ 동경 47° 28′  / 북위 43.000° 동경 47.467°   | 카스피해               | |
| 북위 43° 0′ 동경 51° 46′  / 북위 43.000° 동경 51.767°   | 카자흐스탄             | |
| 북위 43° 0′ 동경 56° 0′  / 북위 43.000° 동경 56.000°    | 우즈베키스탄           | |
| 북위 43° 0′ 동경 65° 46′  / 북위 43.000° 동경 65.767°   | 카자흐스탄             | |
| 북위 43° 0′ 동경 73° 33′  / 북위 43.000° 동경 73.550°   | 키르기스스탄           | 비슈케크 바로 북쪽을 지난다.                                                                            |
| 북위 43° 0′ 동경 74° 43′  / 북위 43.000° 동경 74.717°   | 카자흐스탄             | |
| 북위 43° 0′ 동경 80° 23′  / 북위 43.000° 동경 80.383°   | 중화인민공화국         | 신장 위구르 자치구                                                                                      |
| 북위 43° 0′ 동경 96° 10′  / 북위 43.000° 동경 96.167°   | 몽골                   | |
| 북위 43° 0′ 동경 110° 40′  / 북위 43.000° 동경 110.667° | 중화인민공화국         | 내몽골 자치구 랴오닝성 지린성 (약 26 km) 랴오닝 성 (약 14 km) 지린 성                                   |
| 북위 43° 0′ 동경 129° 53′  / 북위 43.000° 동경 129.883° | 조선민주주의인민공화국 | 함경북도 온성군 — 약 5 km                                                                               |
| 북위 43° 0′ 동경 129° 57′  / 북위 43.000° 동경 129.950° | 중화인민공화국         | 지린 성                                                                                                 |
| 북위 43° 0′ 동경 131° 6′  / 북위 43.000° 동경 131.100°  | 러시아                 | 프리모르스키 지방 — 블라디보스토크 바로 남쪽을 지난다.                                                  |
| 북위 43° 0′ 동경 131° 34′  / 북위 43.000° 동경 131.567° | 동해                   | 아무르 만                                                                                               |
| 북위 43° 0′ 동경 131° 47′  / 북위 43.000° 동경 131.783° | 러시아                 | 루스키섬                                                                                                |
| 북위 43° 0′ 동경 131° 56′  / 북위 43.000° 동경 131.933° | 동해                   | 우수리 만                                                                                               |
| 북위 43° 0′ 동경 132° 19′  / 북위 43.000° 동경 132.317° | 러시아                 | |
| 북위 43° 0′ 동경 134° 7′  / 북위 43.000° 동경 134.117°  | 동해                   | |
| 북위 43° 0′ 동경 140° 31′  / 북위 43.000° 동경 140.517° | 일본                   | 홋카이도 섬                                                                                             |
| 북위 43° 0′ 동경 145° 1′  / 북위 43.000° 동경 145.017°  | 태평양                 | |
| 북위 43° 0′ 서경 124° 28′  / 북위 43.000° 서경 124.467° | 미국                   | 오리건주 아이다호주 와이오밍주 사우스다코타주 / 네브래스카주 경계 사우스다코타 주 아이오와주 위스콘신주 |
| 북위 43° 0′ 서경 87° 53′  / 북위 43.000° 서경 87.883°   | 미시간호               | |
| 북위 43° 0′ 서경 86° 13′  / 북위 43.000° 서경 86.217°   | 미국                   | 미시간주                                                                                                |
| 북위 43° 0′ 서경 82° 25′  / 북위 43.000° 서경 82.417°   | 캐나다                 | 온타리오주                                                                                              |
| 북위 43° 0′ 서경 79° 1′  / 북위 43.000° 서경 79.017°    | 미국                   | 뉴욕주 버몬트주 뉴햄프셔주                                                                              |
| 북위 43° 0′ 서경 70° 45′  / 북위 43.000° 서경 70.750°   | 대서양                 | |
| 북위 43° 0′ 서경 9° 15′  / 북위 43.000° 서경 9.250°     | 스페인                 | |
| 북위 43° 0′ 서경 1° 4′  / 북위 43.000° 서경 1.067°      | 프랑스                 | |

## 같이 보기
- 북위 42도
- 북위 44도